# Libor Pešek

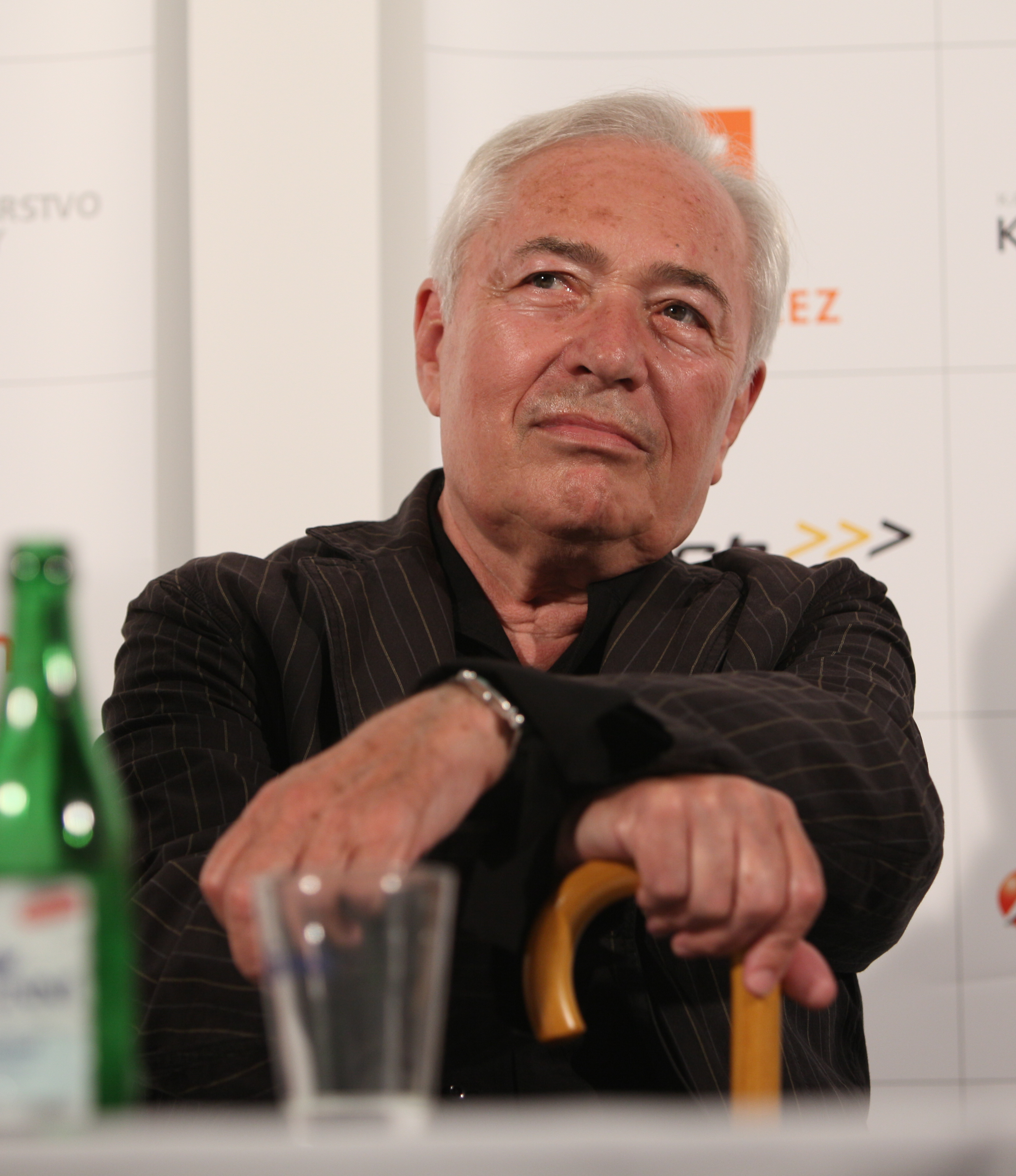
Libor Pešek (2009)

Libor Pešek (* 22. Juni 1933 in Prag; † 23. Oktober 2022 ebenda) war ein tschechischer Dirigent.

## Werdegang
Pešek studierte Dirigieren, Klavier, Violoncello und Posaune an der Akademie der musischen Künste in Prag, unter anderem bei Václav Smetáček, Karel Ančerl und Václav Neumann. Anfangs spielte er Jazz-Posaune und leitete ein Swing-Orchester. Nach Anstellungen an den Opernhäusern in Pilsen und Prag 1958 bis 1964 gründete er ein Kammerorchester in Prag. In den 1970er Jahren leitete er Orchester in Pardubice, Leeuwarden und Enschede. 1981 und 1982 war er Chefdirigent der Slowakischen Philharmonie und von 1982 bis 1990 „Conductor in Residence“ der Tschechischen Philharmonie. Von 1987 bis 1997 war er Chefdirigent des Royal Liverpool Philharmonic Orchestra, von 2007 bis 2019 Chefdirigent des Czech National Symphony Orchestra.
Pešek glaubte als Dirigent an den Geist eines Orchesters im Sinne eines besonderen Klangs oder einer besonderen Spielart, der hörbar werde, wenn man die Musiker respektiere und ihnen einige gestalterische Freiheiten lasse. Tatsächlich erreichte Pešek mit den Orchestern, die er regelmäßig dirigiert, einen außerordentlichen Klangsinn. Dramatik und Brio dagegen wurden von Schallplattenkritikern gelegentlich vermisst.
Pešeks Hauptinteresse für Schallplattenaufnahmen galt der tschechischen Musik. So legte er eine Gesamteinspielung aller Dvořak-Symphonien bei Virgin Records vor, ferner eine große Auswahl der Werke von Josef Suk, teilweise mehrfach mit der Tschechischen Philharmonie bei Supraphon, Anfang der 1980er Jahre und nochmals mit dem Liverpool Orchestra Anfang der 1990er Jahre bei Virgin. Auch unbekanntere Komponisten wie Vítězslav Novák machte er mit einer Reihe von Einspielungen bekannter.